# Liste de microprocesseurs
Voici une liste de microprocesseurs, avec les fabricants, les ordinateurs dans lesquels ils ont été utilisés et leurs fréquences d'utilisation :
- Intel (avant le 8088)
  - 4004 : 4 bits CISC
  - 4040 : 4 bits CISC
  - 8008 : 8 bits CISC
  - 8080 : 8 bits CISC
  - 8085 : 8 bits CISC
- Zilog Z80 : 8 bits CISC (le processeur 8-bit le plus répandu au monde pendant toute sa vie, à l'origine de nombreux ordinateurs personnels dans les années 1980, comme les machines Sinclair, les Amstrad CPC et PCW, les consoles de jeux Sega Master System...).
- Zilog Z8000 : famille de microprocesseurs 16 bits composée du z8001 (capable d'adresser 8 Mo de mémoire et le z8002 (64 Ko)) - incompatible avec le Z80.
- Zilog Z80000 : 32 bits - incompatible avec les précédents.
- Famille 6800 : 8 bits CISC
  - 6800
  - 6803 (présent dans les micro ordinateurs Alice vendus à l'époque (années 1980) par Matra&Hachette)
  - 6809 (présents sur les ordinateurs des années 1980 commercialisés par Thomson et équipant les écoles en France: MO5, MO6, TO7, TO8, etc.)
- Famille 6502 (MOS Technology créée par Chuck Peddle, seconde source:Western Design Center) : 8 bits CISC (premier processeur bon marché (à son lancement de l'ordre de 5 US$ contre 25 US$ pour les concurrents)).
  - 6502 (processeur de l'Apple II, Vic20, Commodore 64, et plein d'autres machines, y compris à laver...)
  - 6507
  - 6509
  - 6510
  - 8501
  - 65c816 (processeur 16 bits de l'Apple IIgs et de la Super Nintendo)
- Famille 68000 de Motorola
  - 68000 : 16-32 bits CISC (processeur du premier Macintosh d'Apple, des Amiga, Atari ST, des consoles de jeux Mega Drive et SNK Neo-Geo...). Il était très populaire à la fin des années 80 et réputé plus simple à programmer que les Intel x86.
  - 68008 : 8-32 bits CISC
  - 68010 : 16-32 bits CISC
  - 68020 : 32 bits CISC
  - 68030 : 32 bits CISC
  - 68040 : 32 bits CISC
  - 68060 : 32 bits CISC
  - ColdFire : 16 bits CISC
  - DragonBall : 16 bits CISC (Palm)
- Famille 88000 (Motorola) : 32 bits RISC
  - 88100
- Famille RISC d'Intel : 32 bits RISC
  - i860 (a eu peu de succès, probablement en partie à cause de la compétition interne produite par l'i960)
  - i960 (a eu peu d'applications visibles du grand public ; mais très présent sur les marchés militaires et les fonctions graphiques et les imprimantes de haut de gamme)
- Famille x86 (Intel et autres). La famille de processeur des PC.
  - 8086 (clones fabriqués par NEC) : 16 bits CISC
  - 8088 : 8-16 bits CISC (le processeur de l'IBM PC).
  - 80186 : 16 bits CISC
  - 80188 : 8-16 bits CISC
  - 80286 : 16 bits CISC (16 bits de données, 20 bits d'adresse (jusqu'à 64 K segments de 64 Ko de taille maximum.))
  - 80386 (clones fabriqués par AMD et Cyrix) : 32 bits CISC
  - 80486 (clones fabriqués par AMD, Cyrix, UMC et d'autres) 32 bits CISC
  - Pentium : 32 bits CISC
  - Pentium MMX : 32 bits CISC
  - Pentium Pro : 32 bits CISC
  - Pentium II : 32 bits CISC
  - Pentium III : 32 bits CISC
  - Pentium 4 : 32 bits et 64 bits CISC
  - Pentium D : 32 et 64 bits CISC dual core
  - Pentium M : 32 bits CISC
  - Celeron : 32 bits CISC
  - Xeon : 32 bits et 64 bits (depuis le 28 juin 2004) CISC
  - Core : 32 bits CISC
  - Core 2 : 64 bits CISC
  - Core i7 : 64 bits CISC
  - AMD K5 : 32 bits CISC
  - AMD K6 : 32 bits CISC
  - Athlon : 32 bits CISC
  - Duron : 32 bits CISC
  - Sempron : 32 bits CISC
  - Sempron 64 : 32 et 64 bits CISC
  - Athlon 64 : 32 et 64 bits CISC
  - Athlon 64 X2 : 32 et 64 bits CISC dual core
  - Opteron : 32 et 64 bits CISC
  - Turion : 32 et 64 bits CISC`
  - Haipad : 32 et 64 bits CISC

- Famille Itanium (Intel) : 64 bits. Destinée, d'après Intel, à remplacer la famille x86 avec laquelle elle est incompatible, elle est pour l'instant cantonnée aux serveurs et stations haut de gamme. Son succès semble mitigé.
  - Itanium
  - Itanium 2
- Famille Crusoe (Transmeta) : Architecture matérielle VLIW (Very long instruction word) + (moteur de code morphing)
  - Crusoe 128 bits
  - Efficeon 256 bits
- Famille POWER (IBM) : 32 et 64 bits RISC. Utilisés dans les calculateurs, stations graphiques, serveurs Unix, mainframes et mini-ordinateurs d'IBM.
  - POWER1
  - POWER2
  - POWER3
  - POWER4
  -  POWER4+
  - POWER5
  -  POWER5+
  - POWER6
  - POWER7
  - POWER8
  - POWER9
  - POWER10
- Famille PowerPC (IBM et Motorola) : 32 et 64 bits RISC. Utilisés dans les calculateurs, stations graphiques, serveurs Unix, mainframes et mini-ordinateurs d'IBM, ainsi que dans les Macintosh et dans la console Nintendo GameCube.
  - PowerPC 403
  - PowerPC 405
  - PowerPC 440
  - PowerPC 601
  - PowerPC 603
  - PowerPC 603e
  - PowerPC 604
  - PowerPC 604e
  - PowerPC 620 (64 bit)
  - PowerPC 750 (ou G3)
  - PowerPC 7400-7450-7455 (ou G4)
  - PowerPC 970 (ou G5) (64 bit)
- Famille SPARC (Sun Microsystems) : 32 et 64 bits RISC. Utilisés dans les calculateurs, stations graphiques et serveurs Unix de Sun.
  - Sun Sparc : 32 bits RISC
  - SuperSPARC : 32 bits RISC
  - MicroSparc : 32 bits RISC
  - HyperSPARC : 32 bits RISC
  - UltraSPARC I : 64 bits RISC
  - UltraSPARC IIi : 64 bits RISC
  - UltraSPARC III : 64 bits RISC
  - UltraSparc IV : 64 bits RISC, multiflots, dual core
  - UltraSparc T1 : 64 bits RISC, multiflots, octo core
  - UltraSPARC T2 : 64 bits RISC, multiflots, octo core, 64 threads
  - LEON 32 bits RISC, libre sous licence GPL2,GPL3
- Famille ARM (ARM Ltd., Intel et Texas Instruments). Utilisés dans des PDA de différentes marques, le plus souvent fonctionnant sous PocketPC, ainsi que des téléphones portables et les ordinateurs RISC PC et Archimedes d'Acorn.
  - ARM7
  - ARM9 (Comme le OMAP de Texas Instruments)
  - ARM10
  - ARM11 (Comme le OMAP 2 de Texas Instruments)
  - StrongARM (Intel)
  - XScale (Intel)
  - Cortex-A8 (Comme le Texas Instruments OMAP3 ou Freescale i.MX515)
  - Cortex-A9 (Comme le Texas Instruments OMAP4)
- Famille Mips (Mips, clones NEC) : 32 et 64 bits RISC utilisés dans les stations Unix de chez SGI (Silicon Graphics Inc.) et Nintendo
  - R2000 : 32 bits RISC, 12 à 33 MHz
  - R3000 : 32 bits RISC, 20 à 40 MHz (SGI PlayStation)
  - R4000 : 64 bits RISC, 50 à 250 MHz (Nintendo 64)
  - R4400 : 64 bits RISC, 50 à 250 MHz
  - R5000 : 64 bits RISC, 150 à 200 MHz
  - R5900 : 64 bits RISC (PlayStation 2)
  - R6000 : 64 bits RISC
  - R8000 : 64 bits RISC, 75 à 90 MHz, CPU multi chips, premier superscalaire de MIPS
  - R10000 : 64 bits RISC, 175 à 300 MHz
  - R12000 : 64 bits RISC, 300 à 400 MHz
  - R14000 : 64 bits RISC, 500 à 800 MHz
  - R16000 : 64 bits RISC
  - R20000 : 64 bits RISC
- Famille DEC Alpha (DEC, puis Compaq, puis Hewlett-Packard) : 64 bits RISC
  - Alpha 21064 : 64 bits RISC, 150 à 300 MHz
  - Alpha 21164 : 64 bits RISC, 300 à 433 MHz
  - Alpha 21264 : 64 bits RISC, 500 ;MHz à 1,25 GHz
  - Alpha 21364 : 64 bits RISC, 1 à 1,3 GHz
- Famille PA (Hewlett-Packard) : 32 (série 7000) et 64 bits (série 8000) RISC
  - PA 8000
  - PA 8200
  - PA 8500
  - PA 8700
  - PA 8800 dual core
  - PA 8900 dual core
- Famille SuperH (Hitachi) : 32 bits RISC
  - SH1
  - SH2 (console Sega Saturn et Sega 32X)
  - SH3
  - SH4 (console Sega Dreamcast)
- Famille MCore (Freescale) : 32 bits RISC
  - MMC2001
  - MMC2003
  - MMC2107
  - MMC2113
  - MMC2114